# Bertula abjudicalis
Bertula abjudicalis là một loài bướm đêm trong họ Erebidae.